# Nazionale maschile under 17 di calcio della Grecia
La Nazionale di calcio greca Under-17 è la rappresentativa calcistica Under-17 della Grecia ed è posta sotto l'egida della EPO. La squadra partecipa al campionato europeo di categoria che si tiene ogni anno.

## Partecipazioni a competizioni internazionali

### Europei Under-17
- 2002: Non qualificata
- 2003: Non qualificata
- 2004: Non qualificata
- 2005: Non qualificata
- 2006: Non qualificata
- 2007: Non qualificata
- 2008: Non qualificata
- 2009: Non qualificata
- 2010: Primo turno
- 2011: Non qualificata
- 2012: Non qualificata
- 2013: Non qualificata
- 2014: Non qualificata
- 2015: Primo turno
- 2016: Non qualificata
- 2017: Non qualificata
- 2018: Non qualificata
- 2019: Primo turno
- 2022: Non qualificata
- 2023: Non qualificata